# Miss Liechtenstein
Miss Liechtenstein war ein Schönheitswettbewerb für unverheiratete Frauen im Fürstentum Liechtenstein.

## Geschichte
Bis 2006 fanden keine regelmäßigen Wahlen statt: Die erste erfolgte 1988. Die zweite Wahl führte 1994 die österreichische Miss-Vorarlberg-Corporation durch. Im März 2007 wurde die dritte Veranstaltung von einem einheimischen Organisationskomitee ausgerichtet, die Wahlen sollten fortan jährlich stattfinden.
2007 gingen 18 Anmeldungen ein, aus denen dann die zehn Finalistinnen gewählt wurden. Im Folgejahr gingen ebenfalls 18 Anmeldungen ein, wobei acht Finalistinnen am Wahlabend teilnehmen durften.
2008 wurde die letzte Miss Liechtenstein Veranstaltung veranstaltet.

## Siegerinnen
| Jahr      | Miss Liechtenstein        |
| --------- | ------------------------- |
| 1987      | Maria Hofer               |
| 1988      | Verena Berthold           |
| 1989–1993 | nicht ausgetragen         |
| 1994      | Carmen Foser-Königsdorfer |
| 1995–2006 | nicht ausgetragen         |
| 2007      | Fabienne Walser           |
| 2008      | Stefanie Kaiser           |